# Сьлеповрон (Мазовецьке воєводство)
Сьлеповрон (пол. Ślepowron) — село в Польщі, у гміні Волянув Радомського повіту Мазовецького воєводства.
Населення — 700 осіб (2011).
У 1975-1998 роках село належало до Радомського воєводства.

## Демографія
Демографічна структура станом на 31 березня 2011 року:
|          | Загалом | Допрацездатний вік | Працездатний вік | Постпрацездатний вік |
| -------- | ------- | ------------------ | ---------------- | -------------------- |
| Чоловіки | 333     | 87                 | 227              | 19                   |
| Жінки    | 367     | 81                 | 223              | 63                   |
| Разом    | 700     | 168                | 450              | 82                   |